# Петко Дудов
Петко Христосков Дудов е български партизанин, офицер, генерал-лейтенант.

## Биография
Роден е на 10 март 1919 г. в пазарджишкото село Долно Левски. От 1934 г. е член на РМС, а от 1940 г. и на БКП. От 25 юни 1944 г. е партизанин и командир на чета в партизански отряд „Васил Левски“. На 14 септември 1944 г. е назначен за помощник-командир на първи армейски инженерен полк. Завършва средно реално образование. По-късно учи във Военната академия в София и Военната академия на Генералния щаб на въоръжените сили на СССР. В периода 1954 – 1963 г. е председател на ПФК ЦСКА (София). След това е назначен за началник-щаб на ПВО и ВВС. От същата година е генерал-майор, а от 1969 г. е генерал-лейтенант. На 25 март 1969 г. е награден с орден „Народна република България“ – I степен, Герой на социалистическия труд със златна звезда и орден „Георги Димитров“ (Указ№ 374 на Държавния съвет на НРБ от 1989). От януари 1971 г. е заместник-началник на Генералния щаб. През 2019 г. е награден с Награден знак „За достойнство и чест“ – първи вариант.